# Hermandad de la Borriquilla (Granada)
La Hermandad de la Borriquilla es una hermandad de culto católico que tiene sede en la Iglesia de San Andrés, en el barrio del Albaicín de la ciudad de Granada, España. Su nombre completo y oficial es Ilustre Cofradía de la Entrada de Jesús en Jerusalén y Nuestra Señora de la Paz.
La fundación de la hermandad tiene lugar en la Iglesia de San Andrés de Granada en 1947. 
En la actualidad realiza su estación de penitencia durante la tarde del Domingo de Ramos con sus dos titulares.

## Sede
La hermandad de la Borriquilla se erigió en la Iglesia de San Andrés en 1947.En 1999 la cofradía se traslada a la Iglesia del Servicio Doméstico, por el mal estado de San Andrés.
En el año 2018 vuelve a su Sede de San Andrés, después de la primera fase de la restauración del templo.

## Paso por Carrera Oficial
| Predecesor: - | Orden de entrada en Carrera Oficial (Domingo de Ramos) 1er lugar | Sucesor: Hermandad de la Santa Cena |